# Tumba tou Skuru
Tumba tou Skuru o Toumba tou Skourou (en griego, Τούμπα του Σκούρου) es un yacimiento arqueológico ubicado en la isla de Chipre, en la zona controlada por la República Turca del Norte de Chipre, cerca del pueblo de Morfu. 
Las excavaciones fueron realizadas entre 1971 y 1974 por un equipo arqueológico de la Universidad de Harvard y el Museo de Bellas Artes de Boston bajo la dirección de Emily Vermeule. El área excavada se ha visto afectada por la reutilización de parte del material antiguo en construcciones modernas. También se cree que buena parte de los restos antiguos permanecen bajo los campos de árboles cítricos de los alrededores.  
En este yacimiento arqueológico se ha encontrado un asentamiento que fue habitado en la Edad del Bronce cuyo origen se sitúa hacia 1600 a. C. Es probable que en esa época fuera una zona pantanosa y el asentamiento se construyera en un montículo artificial. Después de una destrucción ocasionada probablemente por un terremoto hacia 1550 a. C., el sitio fue reconstruido y estuvo habitado hasta la época arcaica, en torno al año 700 a. C.
Los hallazgos incluyen restos de un muro de circunvalación, casas, objetos de cerámica, terracota, marfil y metales preciosos, así como un gran taller de cerámica. Entre las tumbas halladas, una de ellas era particularmente importante por sus dimensiones y su ajuar funerario. Se estima que fue construida hacia los años 1550-1525 a. C. y que fue usada para enterramientos sucesivos durante unos 100 años.
Se ha sugerido que el asentamiento pudo ser un centro de producción de cobre. Muchos de los hallazgos se conservan en el Museo de Historia Natural y Arqueología de Guzelyurt.